# Hunolstein (Morbach)
Hunolstein ist ein Dorf und Ortsbezirk im westlichen Bereich der verbandsfreien Gemeinde Morbach im Landkreis Bernkastel-Wittlich in Rheinland-Pfalz und liegt etwa 449 m ü. NHN.

## Geographie
Das Straßendorf wird umgeben von den Tälern des Wahlholzbachs, des Dhronbachs und des Schalesbachs. In der Nähe des Ortes verläuft die Hunsrückhöhenstraße. Zu Hunolstein gehören auch die Wohnplätze Hahnacker Hof, Hellenberger Hof, Hof auf Queckborn, Hunolsteinerhof und Schülersmühle.

## Geschichte
In unmittelbarer Nähe des Ortes befindet sich die ehemalige Burg Hunolstein, der Stammsitz der Vögte und Herren von Hunolstein, die um 1190 errichtet worden war. Sie wurde 1522 durch Franz von Sickingen erobert und im Dreißigjährigen Krieg durch Franzosen und Schweden so stark zerstört, dass sie ab 1637 nicht mehr bewohnt wurde.
Ursprünglich siedelten die Bewohner in dem Ort Lampersberg, heute nur noch ein Flurname bei Hunolstein. Um 1525 wurde der jetzige Ort besiedelt.
In Hunolstein gab es früher drei Mühlen: die Altmühle (in der Nähe der heutigen Reinhardsmühle gelegen), die Schülersmühle im Dhronbachtal und die Reinhardsmühle. Die Schülersmühle ist seit 1264 urkundlich belegt, die Reinhardsmühle seit 1396.
Südwestlich des Ortes liegt zwei Kilometer entfernt der ehemalige Hunolsteiner Hof, der zur Burg gehörte.
Die katholische Pfarrkirche wurde 1907 nach einem Entwurf des Koblenzer Architekten Leopold Schweitzer erbaut und ist dem hl. Johannes Baptist geweiht. Südlich der Ortslage an der Straße nach Odert liegt eine Wegekapelle aus dem 18. Jahrhundert. Zwischen Hunolstein, Weiperath und Odert in einem Wiesental steht die Walholzkirche mit Ursprüngen aus dem 12. Jahrhundert.
Ende des Jahres 1974 wurde die bis dahin eigenständige Gemeinde Hunolstein aufgelöst und aus ihr und 18 weiteren Gemeinden die heutige Gemeinde Morbach neu gebildet.

## Politik

### Ortsbezirk
Hunolstein ist gemäß Hauptsatzung einer von 19 Ortsbezirken der Gemeinde Morbach. Er wird politisch von einem Ortsbeirat und einer Ortsvorsteherin vertreten.
Der Ortsbeirat von Hunolstein besteht aus fünf Mitgliedern, die bei der Kommunalwahl am 9. Juni 2024 in einer Mehrheitswahl gewählt wurden, und der ehrenamtlichen Ortsvorsteherin als Vorsitzender.
Andrea Knob wurde am 14. August 2019 Ortsvorsteherin von Hunolstein.  Bei der Direktwahl am vorangegangenen 26. Mai war sie mit einem Stimmenanteil von 90,65 % gewählt worden. Bei der nächsten Direktwahl am 9. Juni 2024 wurde sie als einzige Bewerberin mit 89,80 % für weitere fünf Jahre in ihrem Amt bestätigt.
Knobs Vorgängerin Marita Bernard hatte das Amt zehn Jahre ausgeübt.

### Wappen
Das Wappen der ehemaligen Gemeinde Hunolstein zeigt den Eingangsturm der Burg in Gold und Silber auf blauem Grund. Heraldisch rechts des Turmes steht ein silbernes Schild mit rotem Balkenkreuz – das Wappen Kurtriers. Links des Turmes ist ein goldenes Schild mit zwei roten Balken und zwölf roten Steinen zu sehen – das Wappen der Vögte von Hunolstein.

## Kultur
Regelmäßige Veranstaltungen sind die Fastnacht, das Pfarrfest, die Kirmes, das Feuerwehrfest und das Oktoberfest. Ansässige Vereine sind die Freiwillige Feuerwehr, der SSV Dhrontal, der Bürgerschützenverein und mehrere Kegelclubs.

## Wirtschaft und Infrastruktur
In Hunolstein gibt es einen Vollerwerbslandwirt, ein Bauernhofcafe und das Gasthaus „Zur Traube“. Mehrere Wanderwege sind ausgeschildert.

## Bilder

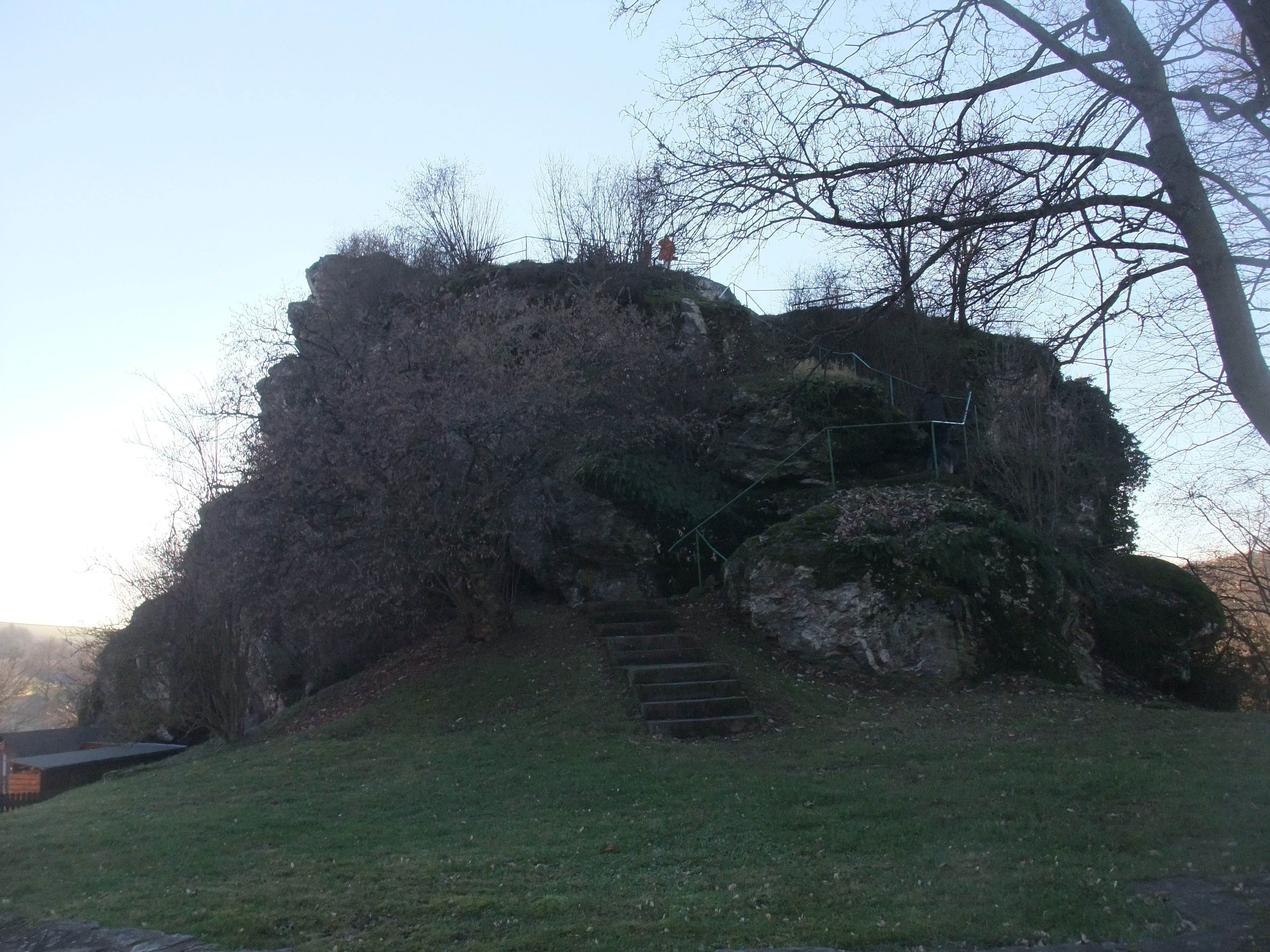
Burg Hunolstein
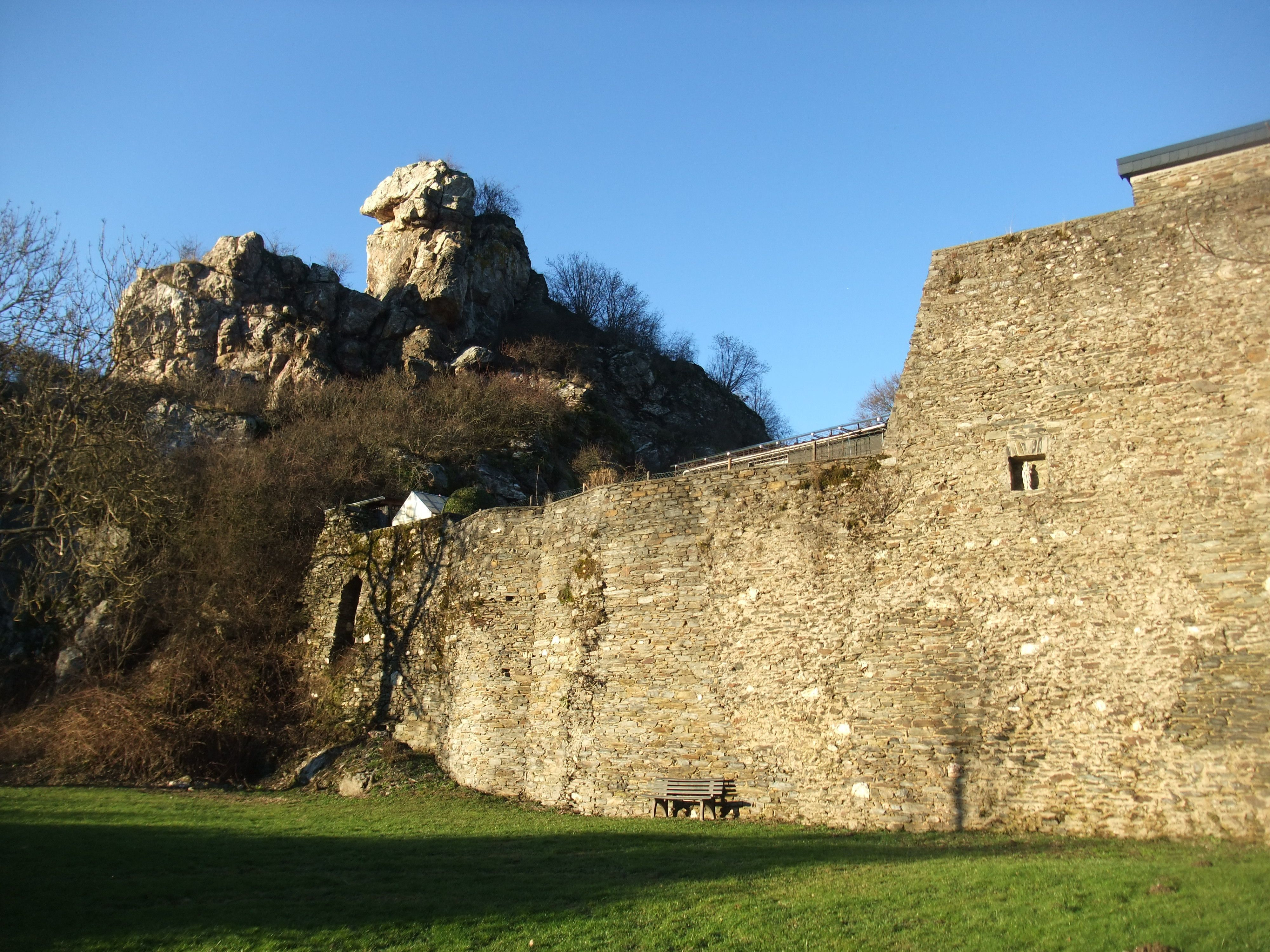
Burg Hunolstein
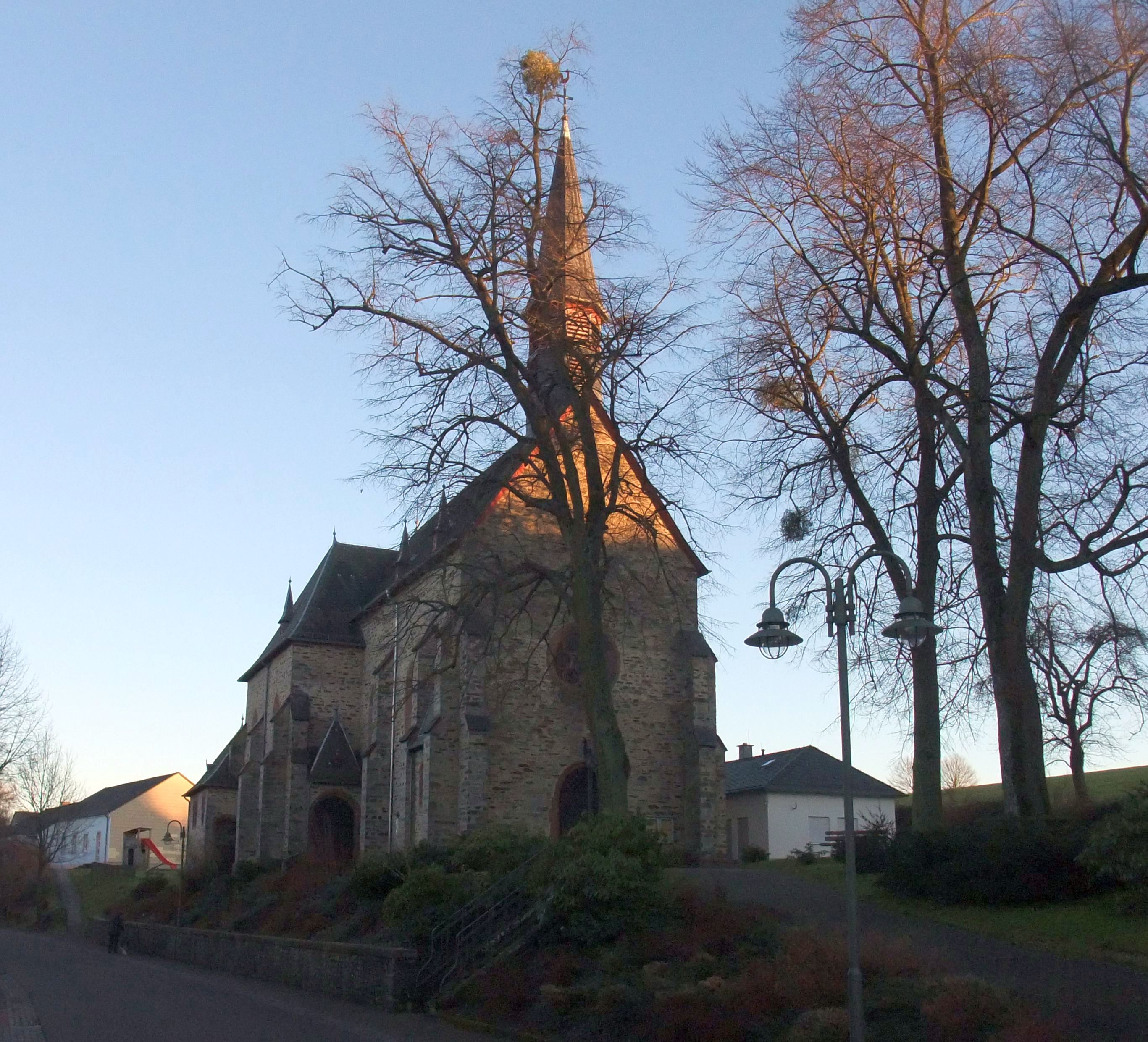
Kirche